# Cara Delevingne
Cara Jocelyn Delevingne (Hammersmith, Londres, 12 de agosto de 1992) es una modelo y actriz británica. Ganó el premio a la Modelo del Año en los Premios de la Moda británica, en 2012 y 2014. Inició su carrera en la actuación en la película Anna Karenina (2012); en 2015 protagonizó la película Ciudades de papel, y en 2016 fue la Encantadora, una de las protagonistas de la película Escuadrón suicida de DC Comics.

## Biografía
Cara Jocelyn Delevingne nació en Hammersmith, Londres. Es hija de Pandora Anne Delevingne y Charles Hamar Delevingne; creció en Belgravia, uno de los distritos más ricos de Gran Bretaña y del mundo. Sus hermanas mayores son Chloe, doctora, y Poppy, también modelo. Asistió al colegio para chicas Francis Holland, de Londres, hasta los 16 años; en junio de 2015, en una entrevista con la revista Vogue, habló sobre su juventud y su época depresiva. Al cambiarse al Bedales School, colegio centrado en el arte dramático, prefirió dedicarse al modelaje, como su hermana Poppy.

## Carrera

### Actriz

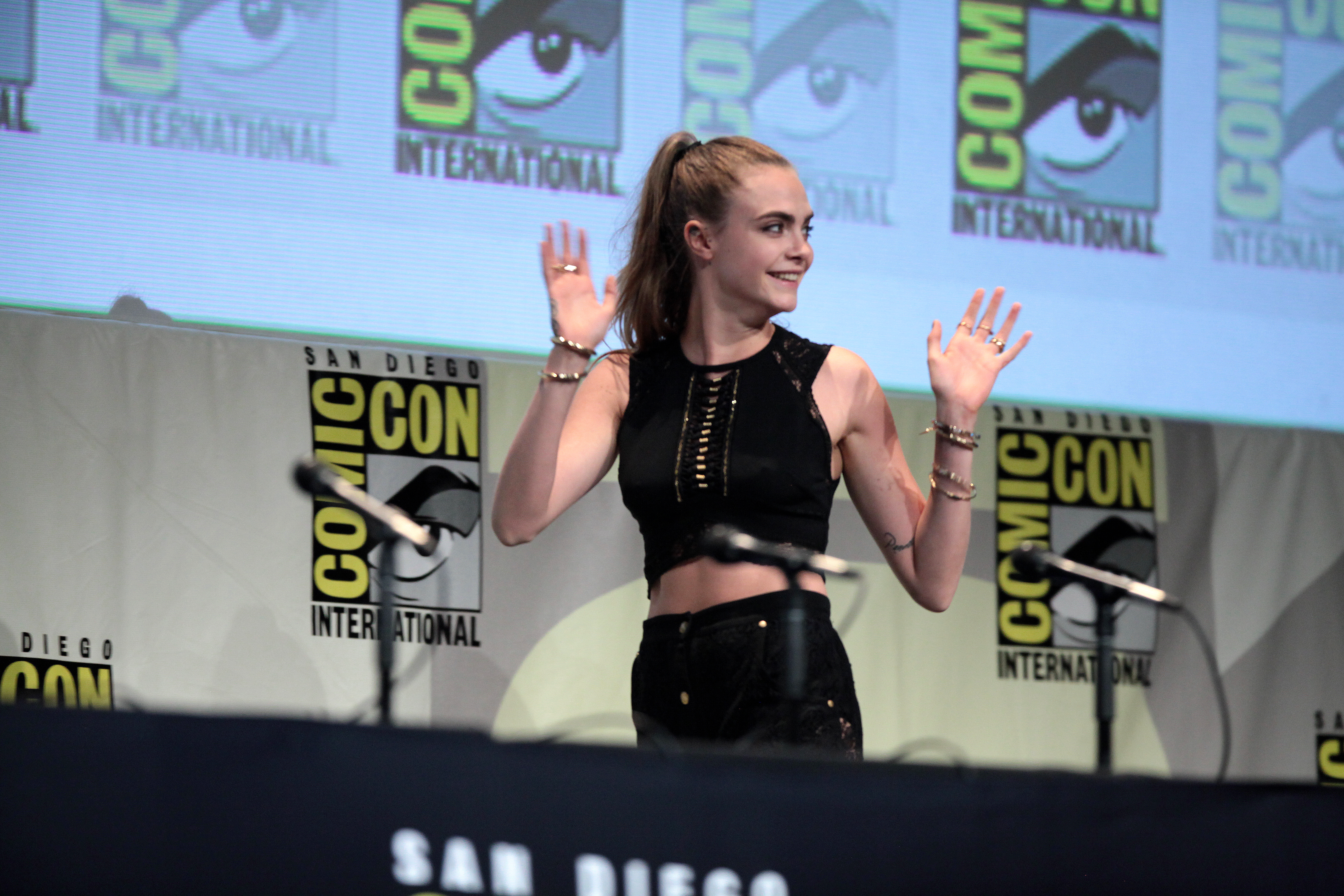
Cara Delevingne, en la presentación de Escuadrón Suicida.

Cara Delevingne obtuvo su primer trabajo como actriz en el 2012 en la película Anna Karenina interpretando a la Princesa Sorokina. En el 2014 obtuvo un papel en la película The Face of an Angel, basada en hechos reales. Tuvo un papel en la película basada en el libro de John Green Ciudades de papel interpretando a Margo Roth Spiegelman, chica rebelde a la que le gusta vivir aventuras. Participó en una película británica llamada Kids In Love e interpretó a una sirena en la película Pan, en Tulip Fever y en London Fields. También participó en la película del 2016 Escuadrón suicida, donde interpretó a Encantadora. En 2017 estrenó la película Valerian y la ciudad de los mil planetas, donde representó a Laureline, colega de Valerian. En 2019 coprotagonizó, junto a Orlando Bloom, la serie Carnival Row, lanzada para la plataforma Amazon Prime.
Se unió al elenco de la serie Only Murders in the Building para su segunda temporada en 2022.

### Modelo

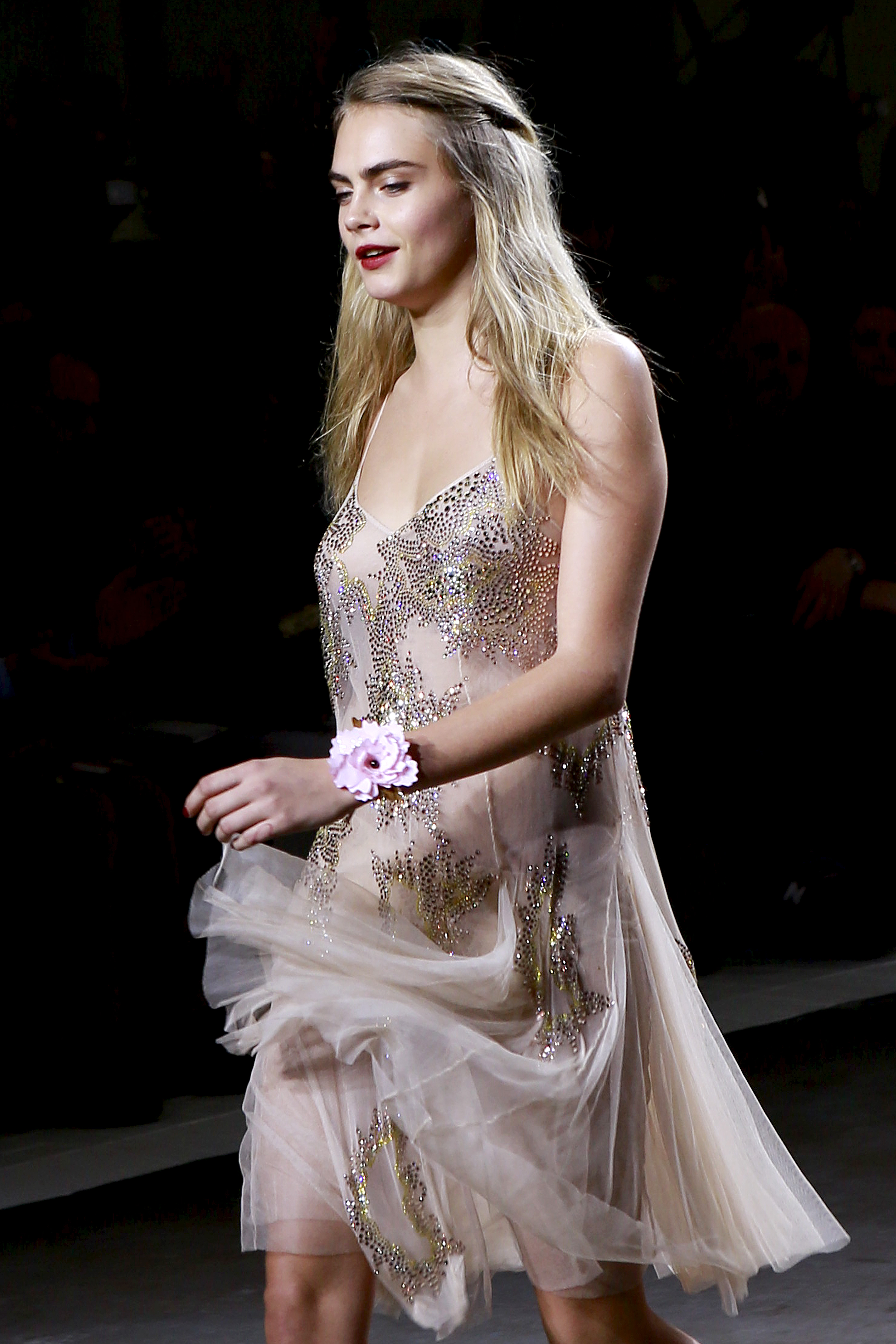
Delevingne en una pasarela en 2014.

Delevingne debutó como modelo a la edad de 10 años luciendo sombreros que el fotógrafo Bruce Weber publicó en la edición italiana de Vogue donde aparecía junto a la modelo Lady Eloise Anson. En 2011 estuvo presente en la campaña Authentic collection de H&M. Burberry quiso que fuera su imagen en la campaña primavera-verano de ese mismo año. 
Fue nombrada una de las londinenses más influyentes del 2012 por el Evening Standard en la categoría Most Invited. Ese mismo año Delevingne fue fotografiada por Mario Testino para la colección primavera-verano de Burberry junto al actor Eddie Redmayne. Además, ese mismo año y también para Burberry, fue el rostro de la campaña Beauty junto a Edie Campbell y Jourdan Dunn. Dominic Jones Jewellery también quiso que Cara Delevingne fuera parte de su campaña publicitaria de ese año. Probablemente por ello, Vogue —en su edición británica— la nombró la star-face de la temporada otoño-invierno de 2012-2013.
Estuvo presente en las pasarelas de Moschino, Jason Wu, Óscar de la Renta, Burberry, Dolce & Gabbana, Fendi, Stella McCartney o Chanel. Mención especial es su pase de modelo en la pasarela del Victoria's Secret Fashion Show en 2012 y 2013. Ganó, en 2012, el premio a la modelo del año en los Premios de la Moda Británica.
Fue portada de Vogue en el Reino Unido y Corea del Sur, i-D, Russh, Jalouse y Style.com. Chanel contó con ella en 2013 para la campaña Resort junto a la modelo holandesa Saskia de Brauw. Ese mismo año era la quinta modelo del Top 50 Models de models.com.
También ha trabajado para Blumarine y Zara, y fue figura de la cadena de tiendas chilena París en 2015. El 10 de marzo de 2015 Delevingne cerró el evento de la colección París-Salzburgo de la marca Chanel, así como un evento de la misma colección en Nueva York el 31 de marzo del mismo año. En agosto de 2015, anunció su retirada de las pasarelas de moda para dedicarse a la actuación.
La actriz ha debutado además en la industria del diseño, y actualmente tiene dos colecciones de moda: una en DKNY, integrada por ropa deportiva que incluye sombreros y chaquetas de cuero, definida como unisex; y otra para la marca Mulberry consistente en bolsos, carteras y pequeños accesorios. y es figura de importantes marcas deportivas como la alemana Puma.

## Vida personal
Delevingne se identifica como pansexual y de género fluido. En una entrevista habló sobre las dudas que tenía sobre su orientación sexual cuando era joven y su relación con la cantante St. Vincent. Se describe como amante de los animales, su animal favorito es el león. Llegó a subastar su reloj marca TAG Heuer en apoyo a una organización protectora de la naturaleza. Durante un foro dedicado a hablar sobre mujeres, explicó su lucha contra la depresión y la ansiedad, que inició cuando descubrió que su madre era adicta a las sustancias; tras meses de tratamiento en su juventud, afirmó que eso le salvó la vida.
En 2017 contó a los medios que fue una de las víctimas de acoso sexual por parte del productor Harvey Weinstein.
El 7 de marzo de 2024 se declaró un incendio en su mansión de Los Ángeles. La mansión, previamente valorada en 7 millones de dólares y propiedad de Delevingne, se incendió a las 03:45 (PDT) hora local. Noventa y cuatro bomberos de la ciudad de Los Ángeles acudieron a la llamada de emergencia pero el inmueble fue declarado como pérdida total. Delevingne no se encontraba en la mansión en el momento del incendio.

## Filmografía

### Cine
| Año  | Película                                 | Personaje              | Ref.          |
| ---- | ---------------------------------------- | ---------------------- | ------------- |
| 2012 | Anna Karenina                            | Princesa Sorokina      |               |
| 2014 | The Face of an Angel                     | Melanie Juárez         |               |
| 2014 | London Fields                            | Kath Talent            | [ 36 ] [ 37 ] |
| 2015 | Ciudades de papel                        | Margo Roth Spiegelman  | [ 38 ]        |
| 2015 | Pan                                      | Sirena                 | [ 39 ]        |
| 2016 | Escuadrón suicida                        | June Moone/Enchantress | [ 6 ]         |
| 2016 | Kids In Love                             | Viola                  | [ 40 ]        |
| 2017 | Valerian y la ciudad de los mil planetas | Laureline              | [ 41 ]        |
| 2017 | Tulip Fever                              | Henrietta              | [ 42 ]        |
| 2018 | London Fields                            | Kath Talent            |               |
| 2019 | Her Smell                                | Cassie                 | [ 43 ]        |
| 2020 | Life in a year                           | Isabelle               |               |
| 2022 | Tell It Like a Woman                     |                        | [ 44 ]        |

### Televisión
| Año       | Serie                           | Personaje                   | Notas                       | Ref.          |
| --------- | ------------------------------- | --------------------------- | --------------------------- | ------------- |
| 2014      | Playhouse Presents              | Chloe                       | Episodio:"Timeless"         | [ 37 ] [ 45 ] |
| 2019–2023 | Carnival Row                    | Vignette Stonemoss          | Primera y segunda temporada | [ 46 ]        |
| 2019      | RuPaul's Drag Race              | Ella misma (Jueza invitada) | Episodio: "Monster Ball"    |               |
| 2022      | Only Murders in the Building    | Alice                       | Principal, (temporada 2)    | [ 47 ]        |
| 2023–2024 | American Horror Story: Delicate | Ivy Ehrenreich              | Principal (temporada 12)    |               |

### Videojuegos
| Año  | Videojuego         | Personaje                  |
| ---- | ------------------ | -------------------------- |
| 2013 | Grand Theft Auto V | Radio DJ (Non-Stop-Pop FM) |

### Videoclips
| Año  | Videoclip                | Personaje             |
| ---- | ------------------------ | --------------------- |
| 2014 | «Donatella (unofficial)» | Modelo de Versace     |
| 2014 | «Ugly Boy»               | Die Antwoord          |
| 2014 | «Reincarnation»          | Mesera                |
| 2015 | «Bad Blood»              | Mother Chucker        |
| 2015 | «Lit Like Bic»           | Como ella misma       |
| 2015 | «Search Party»           | Margo Roth Spiegelman |
| 2019 | «Halsey»                 | Nightmare             |